# Сегонзак (Дордонь)
Сегонза́к (фр. Segonzac) — коммуна во Франции, находится в регионе Аквитания. Департамент — Дордонь. Входит в состав кантона Брантом. Округ коммуны — Перигё.
Код INSEE коммуны — 24529.

## География

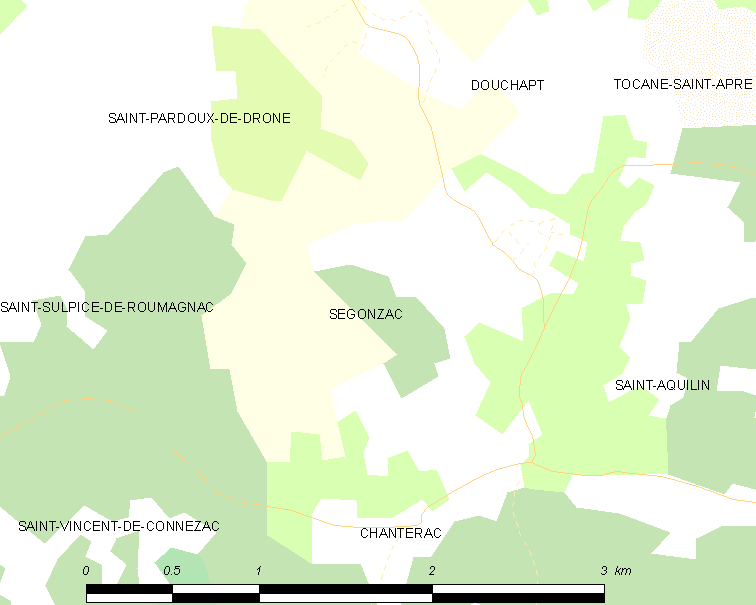
Карта коммуны

Коммуна расположена приблизительно в 430 км к югу от Парижа, в 95 км северо-восточнее Бордо, в 22 км к западу от Перигё.

### Климат
Климат умеренный океанический со средним уровнем осадков, которые выпадают преимущественно зимой. Лето здесь долгое и тёплое, однако также довольно влажное, здесь не бывает регулярных периодов летней засухи. Средняя температура января — 5 °C, июля — 18 °C. Изредка вследствие стечения неблагоприятных погодных условий может наблюдаться непродолжительная засуха или случаются поздние заморозки. Климат меняется очень часто, как в течение сезона, так и год от года.

## Население
Население коммуны на 2010 год составляло 208 человек.
| 1962 | 1968 | 1975 | 1982 | 1990 | 1999 | 2010 |
| ---- | ---- | ---- | ---- | ---- | ---- | ---- |
| 128  | 124  | 233  | 217  | 210  | 216  | 208  |

## Администрация
| Период | Период | Фамилия        | Партия                  | Примечания |
| ------ | ------ | -------------- | ----------------------- | ---------- |
| 1962   | 2014   | Пьер Обер      | Социалистическая партия | пенсионер  |
| 2014   | 2020   | Кристоф Россар | Разные левые            |            |

## Экономика
В 2010 году среди 132 человек трудоспособного возраста (15-64 лет) 96 были экономически активными, 36 — неактивными (показатель активности — 72,7 %, в 1999 году было 72,6 %). Из 96 активных жителей работали 84 человека (45 мужчин и 39 женщин), безработных было 12 (6 мужчин и 6 женщин). Среди 36 неактивных 8 человек были учениками или студентами, 14 — пенсионерами, 14 были неактивными по другим причинам.

## Достопримечательности
- Церковь Нотр-Дам (XI век). Исторический памятник с 1926 года[5]
- Замок Мартини (XIII век). Исторический памятник с 1970 года[6]
- Замок Сегонзак[фр.] (XIV век)

## Фотогалерея

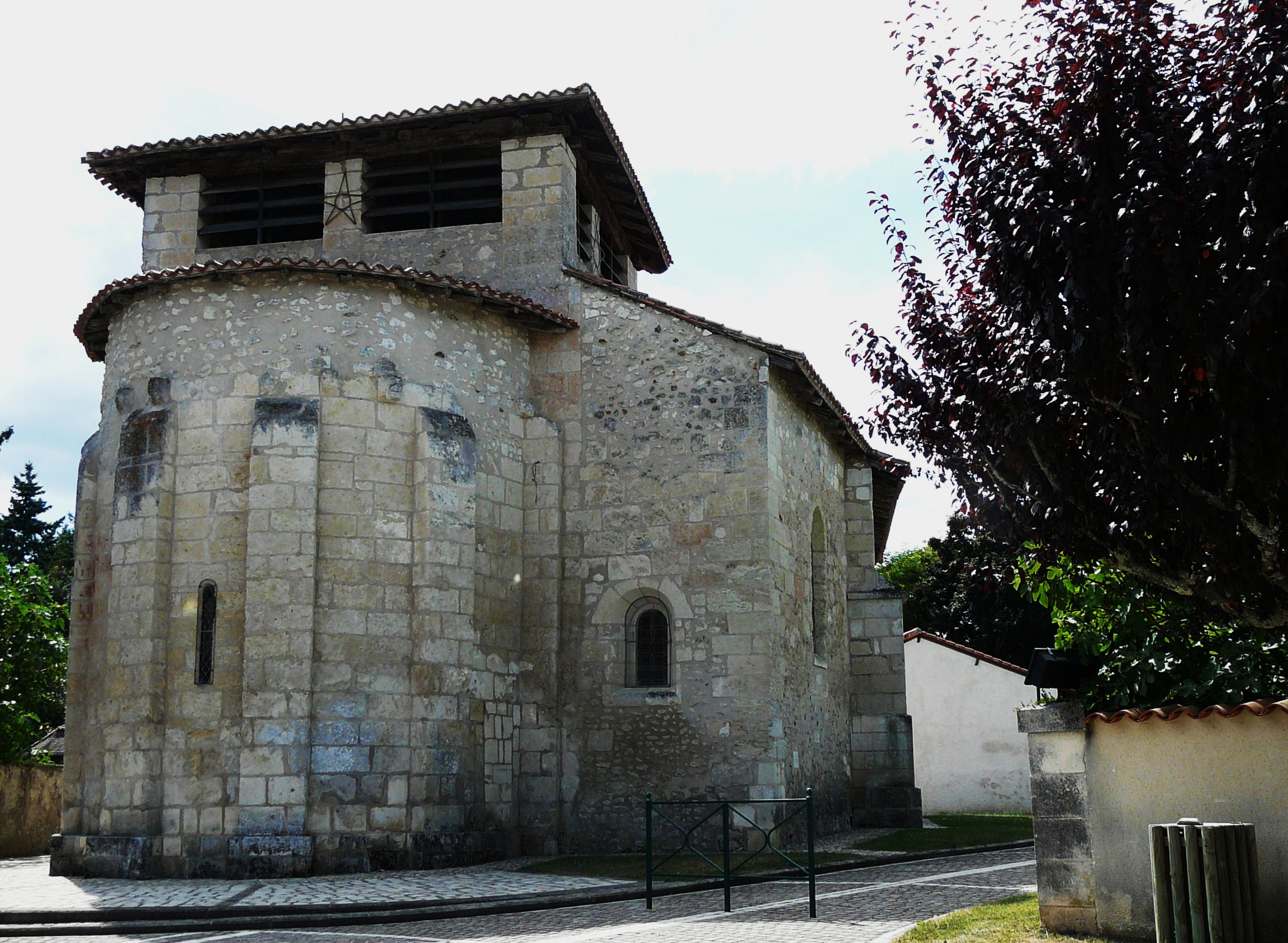
Церковь Нотр-Дам
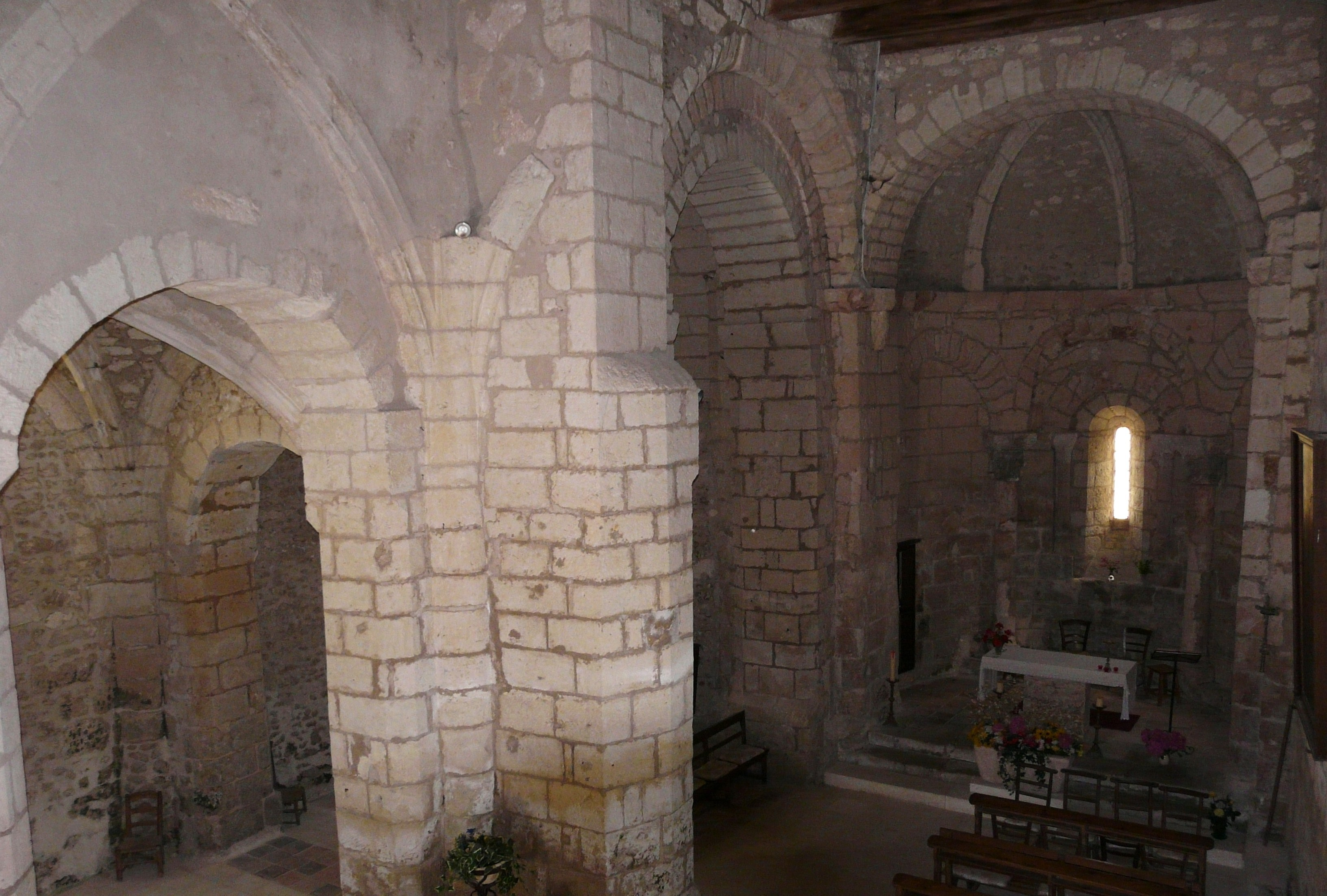
Интерьер церкви Нотр-Дам
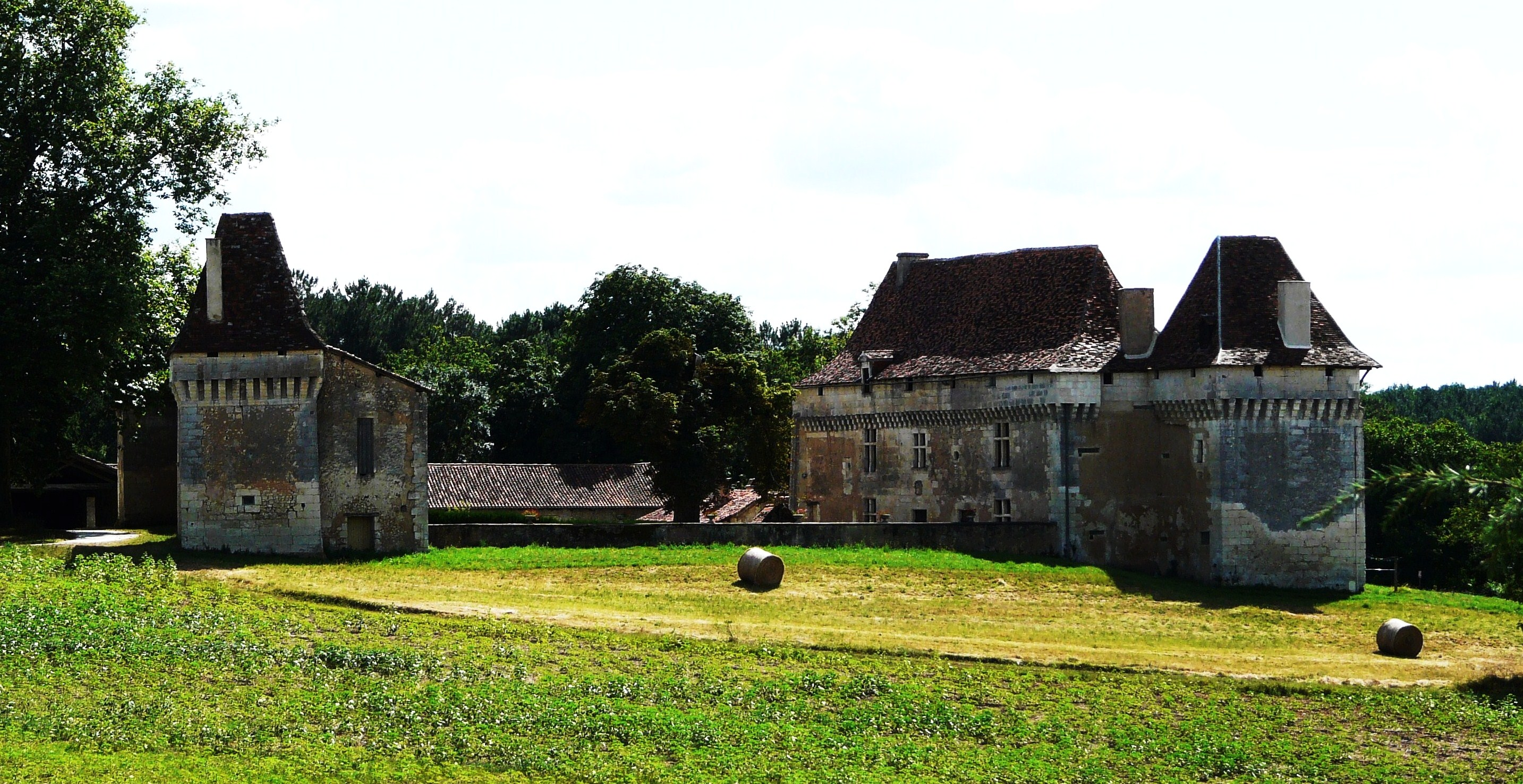
Замок Мартини
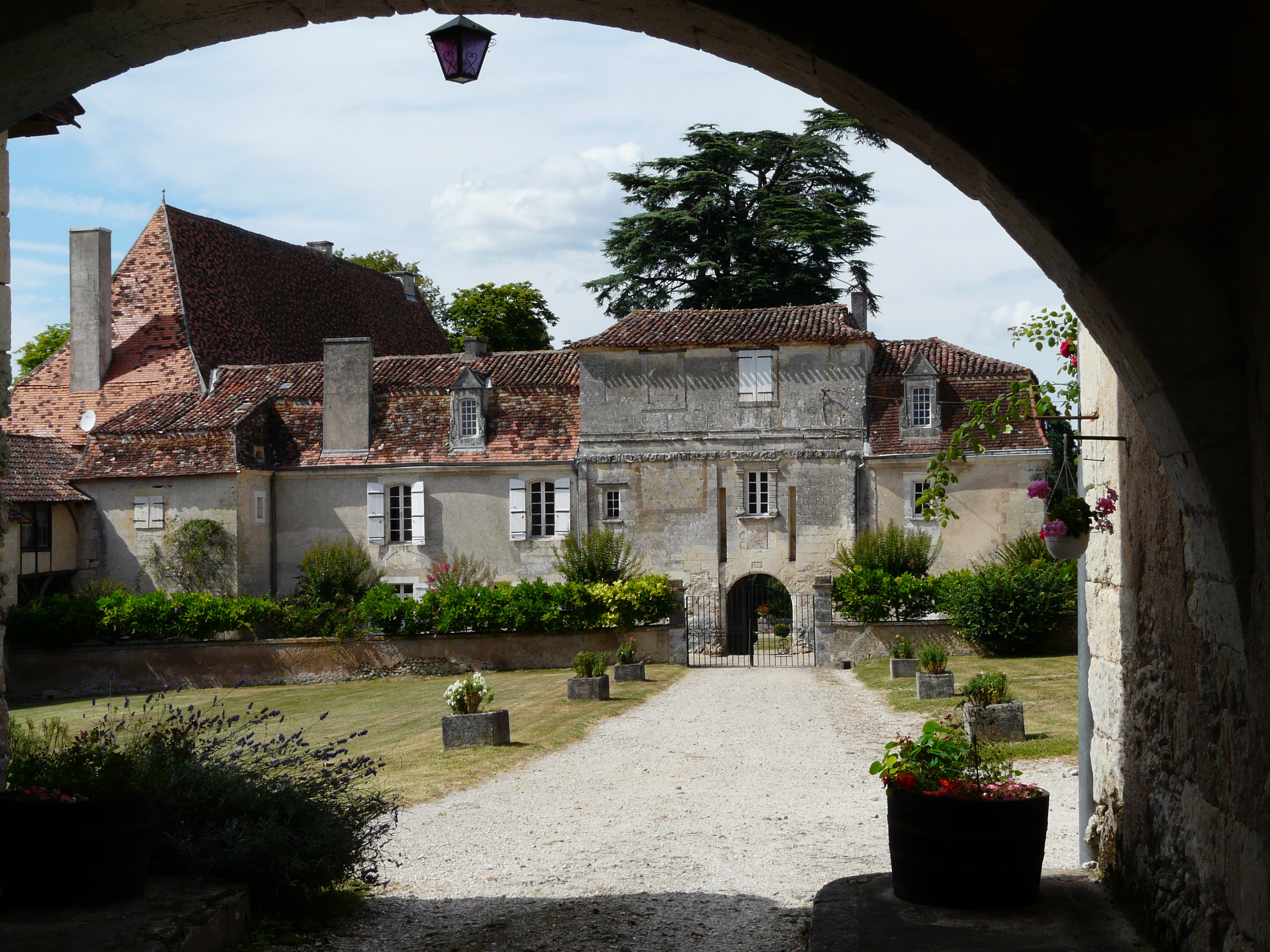
Замок Сегонзак
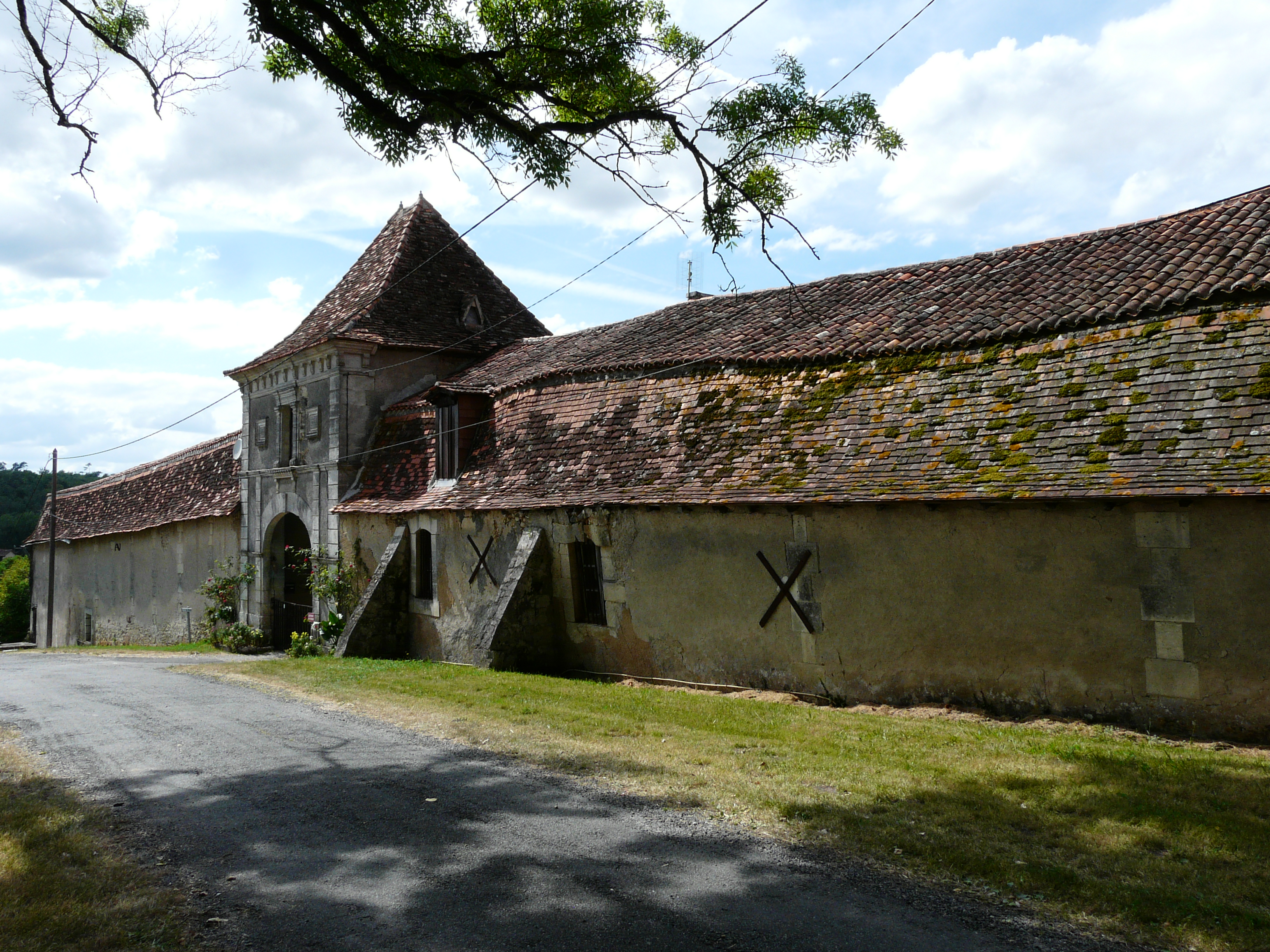
Замок Сегонзак